# 1982 en fantasy
| Années de la fantasy : 1979 - 1980 - 1981 - 1982 - 1983 - 1984 - 1985    |
| Décennies de la fantasy : 1950 - 1960 - 1970 - 1980 - 1990 - 2000 - 2010 |

L'année 1982 a été marquée, en matière de fantasy, par les événements suivants.

## Naissances et décès

### Naissances
- 19 mars : Anne-Catherine Ott, illustratrice française.

## Romans - Recueils de nouvelles ou anthologies - Nouvelles

### Romans
- Cyrion, roman de Tanith Lee
- L’Épée du licteur (The Sword of the Lictor), roman de Gene Wolfe
- La Belle Fauconnière (Hawkmistress!), roman de Marion Zimmer Bradley
- La Citadelle de l'Autarque (The Citadel of the Autarch), roman de Gene Wolfe
- La Reine des sortilèges (Queen of Sorcery), deuxième tome du cycle de David et Leigh Eddings, la Belgariade
- Le Pion Blanc des présages (Pawn of Prophecy), premier tome du cycle de David et Leigh Eddings, la Belgariade
- Le Pistolero (The Gunslinger), roman de Stephen King et premier volet de la série La Tour sombre
- Les Pierres elfiques de Shannara (The Elfstones of Shannara), roman de Terry Brooks

### Recueil de nouvelles
- Chroniques de Majipoor (Majipoor Chronicles), recueil de nouvelles de Robert Silverberg
- Dilvish le Damné (Dilvish, the Damned), recueil de nouvelles de Roger Zelazny
- Le Livre d'or de la science-fiction : La Cathédrale de sang (L'Épopée fantastique - 4), anthologie de dix nouvelles
- Le Retour de Kane, recueil de nouvelles de Robert E. Howard

## Films ou téléfilms
- Conan le Barbare (Conan the Barbarian) réalisé par John Milius
- Dark Crystal (The Dark Crystal) réalisé par Jim Henson et Frank Oz
- La Dernière Licorne (The Last Unicorn), film d'animation réalisé par Jules Bass et Arthur Rankin Jr.
- Le Vol du dragon (The Flight of Dragons) est un téléfilm d'animation américano-japonais réalisé par Jules Bass et Arthur Rankin Jr.

## Bandes dessinées, dessins animés, mangas
- Groo the Wanderer, comic book écrit et dessiné par Sergio Aragonés

## Sorties vidéoludiques
- Earthworld, jeu vidéo d'Atari lançant la série Swordquest